# 双壁藻科
双壁藻科（学名：Diploneidaceae）为舟形藻目的一个科。

## 下级分类
本科包括以下属：
- 双壁藻属 Diploneis (C.G.Ehrenberg) P.T.Cleve, 1894
- 缝盘藻属 Raphidodiscus H.L.Smith ex T.Christian, 1887